# Yeşilgiresun Belediyespor Kulübü
El Yeşilgiresun Belediyespor Kulübü, también conocido como Akın Çorap Yeşilgiresun por motivos de patrocinio, es un equipo de baloncesto turco con sede en la ciudad de Giresun, que compite en la BSL, la máxima división de su país. Disputa sus partidos en el 19 Eylül Sports Hall, con capacidad para 3,500 espectadores.

## Historia
El club fue fundado en 2006 por el Municipio de Giresun. El equipo comenzó a jugar en la temporada 2006-2007 en la Erkekler Bölgesel Basketbol Ligi. Entre 2006 y 2012, el equipo jugó entre la Erkekler Bölgesel Basketbol Ligi y la TB3L. En la temporada 2011-12 en la TB3L, el equipo finalizó la temporada en 3º lugar, perdiendo la oportunidad de ascender. Sin embargo, el campeón de la temporada, el Söğüsten Seramik, se retiró de la liga y el Yeşilgiresun fue invitado a la TB2L por la TBF. 
En la temporada 2012-13, el equipo finalizó la liga regular en 3º lugar. En los play-offs, el equipo venció al Darüşşafaka S.K. en cuartos de final, pero perdió contra el Trabzonspor Basketbol en semifinales, disipándose la oportunidad de ascender. En la temporada 2013-14, el equipo finalizó la liga regular en 5º lugar. En los play-offs, el equipo venció al Akhisar Belediye en cuartos de final, pero cayó derrotado contra Darüşşafaka Doğuş en semifinales, perdiendo de nuevo la oportunidad de ascender. 
En la temporada 2014-15, el equipo finalizó la liga regular en 6º lugar. En los play-offs, el equipo derrotó al BEST Balıkesir Basketbol Kulübü en cuartos de final y en semifinales venció al Sakarya BB, ascendiendo de esta manera a la TBL. El equipo ganó en la final al Tüyap Büyükçekmece y se proclamó campeón de la TB2L.

## Nombres
- Yeşilgiresun Belediye
(2006-2015)
- Akın Çorap Yeşilgiresun Belediyespor
(2015-presente)

## Resultados en liga
| Temporada | División | Liga | Posición | Play-offs      | Copa Turca       |
| --------- | -------- | ---- | -------- | -------------- | ---------------- |
| 2006–07   | 3        | EBBL |          | –              | –                |
| 2007–08   | 3        | EBBL |          | –              | –                |
| 2008–09   | 3        | EBBL |          | –              | –                |
| 2009–10   | 3        | EBBL |          | –              | –                |
| 2010–11   | 3        | EBBL |          | –              | –                |
| 2011–12   | 3        | TB3L | 3º       | Ascenso        | –                |
| 2012–13   | 2        | TB2L | 3º       | Semifinales    | –                |
| 2013–14   | 2        | TB2L | 5º       | Semifinales    | –                |
| 2014–15   | 2        | TB2L | 6º       | AscensoCampeón | –                |
| 2015–16   | 1        | BSL  | 12º      |                |                  |
| 2016–17   | 1        | BSL  | 11º      | -              | Cuartos de final |

## Palmarés
- TB2L
  - Campeón: 2015
  - Semifinales: 2013, 2014

## Jugadores destacados
| - Dejan Ivanov - Deividas Dulkys - Kristijan Nikolov - Jeleel Akindele - Tansu Aksoy - Eyüp Aydoğan - Barbaros Bozkurt - Yunus Çankaya - İsmail Çevik - Barkın Haluk Çınar - Mutlu Demir - Erman Demirer - Caner Ercan - Barış Erdoğan - Oğuz Erdoğan | - Gökper Gen - Ömer Göğüş - Alican Güney - Barış Güney - Orhun Güngören - Alperen Kalaycıoğlu - Ahmet Kaplan - Serhan Kavut - Emircan Koşut - Pertev Öngüner - Can Özcan - Azizcan Özdemir - Bora Paçun - Melih Sevda - Fırat Töz | - Buğrahan Tuncer - Ümit Türkoğlu - Serhat Uğur - Okben Ulubay - Gökhan Yazıcıoğlu - Burak Yönder - Ramel Bradley - Tony Crocker - Kenny Frease - Anthony Gill - Alex Gordon - Marcus Hall - Josh Heytvelt - Darnell Jackson - Chris Jones | - David Laury - Ricky Ledo - Patrick Miller - John Ofoegbu - Mike Taylor - Chris Warren - Vernon Goodridge - Doron Perkins - Quinton Hosley - Malcolm Armstead |